# 라이스자드 털레키

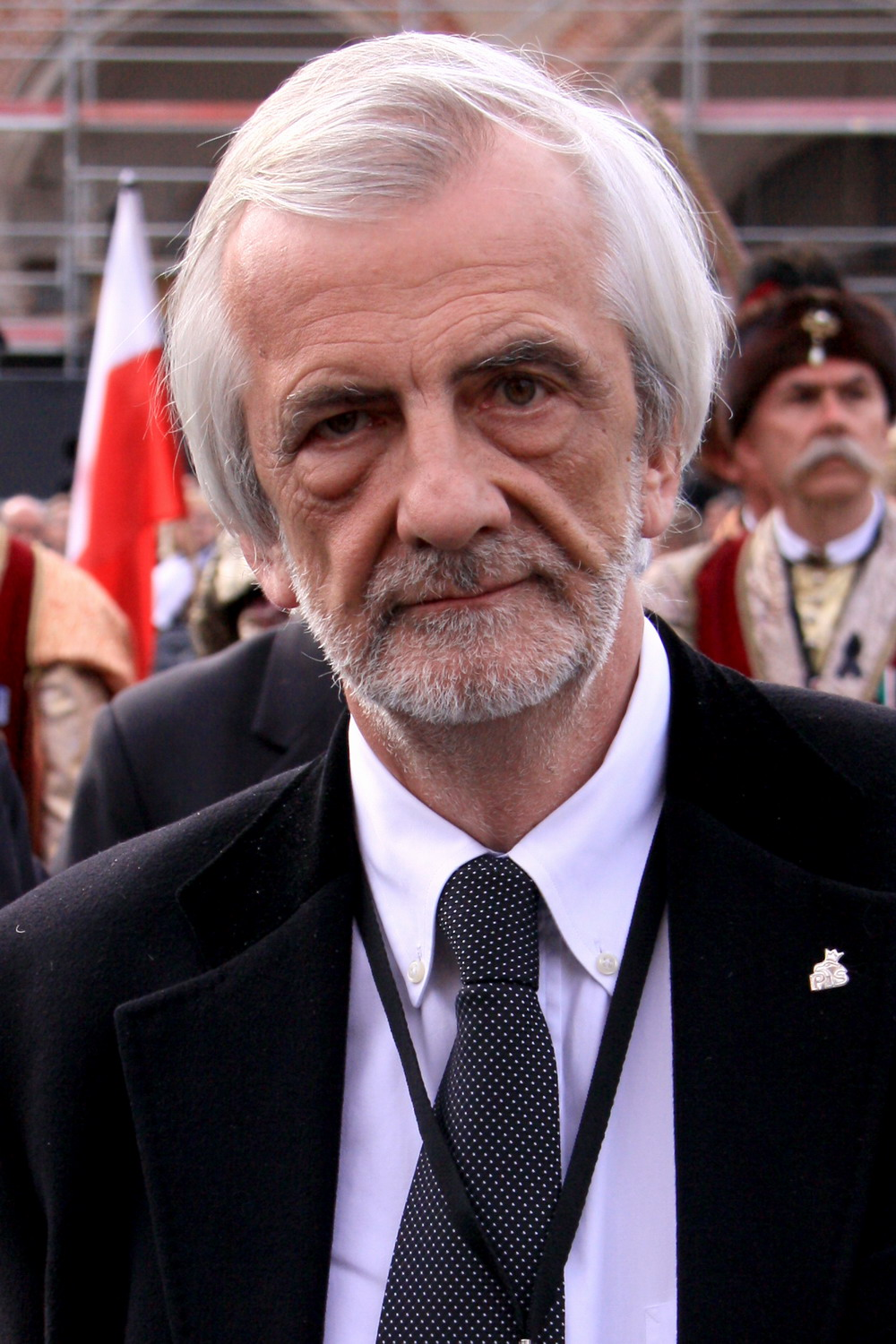

라이스자드 아이원 털레키(폴란드어: Ryszard Iwon Terlecki, 1949년 9월 2일 ~ )는 폴란드의 정치인으로 법과 정의당의 원내대표이다. 역사가이자 인문학 교수인 그는 현재 요한 바오로 2세 교황청 대학교의 강사로도 활동 중이다. 2007년 이래 국회의장이다.

## 사생활
그는 작가이자 언론인인 올자이어드 털레키와 자니나 털레키의 아들이다. 청년 시기 히피운동에 참여했으며, 폴란드 청년하위문화의 선도자였다. 이 시절 "파이즈(Pies)"라는 가명으로도 알려져 있었다. 두 번 결혼했으며 첫 번째 부인과의 사이에서 3명의 자녀를 두었다.